# 图尔比约恩·费尔丁
尼尔斯·奥洛夫·图尔比约恩·费尔丁（瑞典語：Nils Olof Thorbjörn Fälldin，1926年4月24日—2016年7月23日
）1976年至1982年曾任三届瑞典首相，1971年至1985年任中间党领袖。他是瑞典四十年第一位非瑞典社会民主工人党的首相，也是即1930年代以来第一位非职业政客。

## 生平
费尔丁在翁厄曼兰一个农民家庭长大，1956年他和他的妻子在他的家庭村庄接管了一个小农场。1969年他当选中间党副主席，1971年当选主席。1973年他提议中央党应该与自由党合并，但没得到党员的多数同意。在1985年第二次大选失败以后，费尔丁辞去党主席职务并退出政治，返回到他的农场。
2016年7月23日，费尔丁在瑞典自家农场里去世，享年90岁。